# Durandea
Durandea es un género con 18 especies de plantas con flores perteneciente a la familia Linaceae. Fue descrita por Jules Emile Planchon y  publicado en London Journal of Botany  6: 594 en el año 1847.  La especie tipo es Durandea serrata Planch.

## Especies
| - Durandea angustifolia - Durandea deplanchei - Durandea jenkinsii - Durandea latifolia - Durandea lenormandii - Durandea magnifolia - Durandea neo-caledonica - Durandea oreogena - Durandea pallida | - Durandea parviflora - Durandea pentagyna - Durandea racemosa - Durandea robinsonii - Durandea rotundata - Durandea serrata - Durandea unilocularis - Durandea viscosa - Durandea vitiensis |